# Den stygge stesøsteren
Den stygge stesøsteren (Engels: The Ugly Stepsister) is een Noors-Zweeds-Deens-Poolse komische horrorfilm uit 2025, geschreven en geregisseerd door Emilie Blichfeldt in haar regiedebuut. De hoofdrollen worden vertolkt door Lea Myren en Thea Sofie Loch Næss.

## Verhaal
Elvira is geen concurrentie voor haar waanzinnig mooie stiefzus, Agnes. Maar ze is bereid tot het uiterst te gaan om het hart van de prins te veroveren. 

## Rolverdeling
| Acteur               | Personage    |
| -------------------- | ------------ |
| Lea Myren            | Elvira       |
| Thea Sofie Loch Næss | Agnes        |
| Ane Dahl Torp        | Rebekka      |
| Flo Fagerli          | Alma         |
| Isac Calmroth        | prins Julian |

## Productie
Den stygge stesøsteren is een productie van het Noorse Mer Film in coproductie met het Poolse Lava Films, Zentropa Sweden en het Deense Motor Productions, met steun van het Noors Filminstituut, het Poolse Productie Incentive, het Pools Filminstituut, het Zweeds Filminstituut, het Deens Filminstituut, Eurimages, DR, Nordisk Film & Tv Fond en Vestnorsk Filmsenter. De wereldwijde verkooprechten zijn in handen van het in Parijs gevestigde Memento International.

## Release en ontvangst
Den stygge stesøsteren ging op 23 januari 2025 in première op het Sundance Film Festival. De film werd ook vertoond op het Internationaal filmfestival van Berlijn 2025 in de "Panorama"-sectie. De film kreeg overwegend positieve kritieken van de filmcritici, met een score van 97% op Rotten Tomatoes, gebaseerd op 36 beoordelingen.